# Willem Mastenbroek

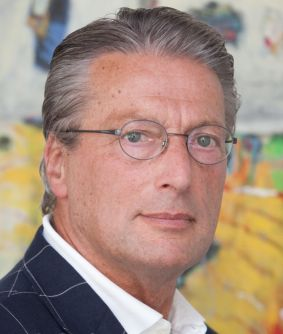
Willem Mastenbroek

Willem Frans Gerard Mastenbroek (Den Haag, 1942) is een Nederlandse socioloog, managementconsultant, emeritus hoogleraar en auteur van diverse managementboeken op het gebied van onderhandelen en veranderkunde.

## Levensloop
Mastenbroek begon met de studie politicologie, en studeerde af in de sociologie. Tijdens zijn studie vond hij inspiratie in het werk van Norbert Elias en Johan Goudsblom. In 1981 promoveerde hij aan de Universiteit Leiden bij Ernst Marx op het proefschrift Conflicthantering en organisatie-ontwikkeling.
Hij begon zijn loopbaan bij de interne adviesdienst bij de PTT, waar hij advieswerk verrichtte voor zowel de gelddiensten als voor post en telefonie. De opdrachten liepen uiteen "van reorganisaties en interne samenwerking tot de verhuizing van de girodienst van Den Haag naar Groningen". Hierbij werd Mastenbroek doordrongen, dat de lijvige rapporten slechts schijnoplossingen boden. Hij begon zich verder te verdiepen in de sociale aspecten van conflicthantering. Zijn fascinatie voor het thema onderhandelen werd geboren, en dit zou hij later in zijn proefschrift uitwerken.
In 1970 vestigde hij zich als zelfstandig managementconsultant, en werkte als parttime docent en onderzoeker bij de Vrije Universiteit Amsterdam. In 1980 was hij met Lisa van de Bunt, Gerco Ezerman, en Willem Vrakking medeoprichter, en zelf directeur van het organisatie-adviesbureau Holland Consulting Group, en verliet hij de universiteit.
In 1991 keerde Mastenbroek terug naar de Vrije Universiteit als hoogleraar organisatiecultuur en communicatie bij de Post Graduate School van de Faculteit Economische Wetenschappen en Bedrijfskunde (FEWEB).  In 2004 verscheen voor het eerst het Nationaal Onderzoek Verandermanagement, dat hij samen ontwikkelde met Léon de Caluwé en Steve Sichtman. In 2007 ging hij hier met emeritaat.

## Werk
Mastenbroek heeft onderzoek gedaan en gepubliceerd over onderwerpen als conflictmanagement, onderhandelen en structurele en culturele veranderingen in organisaties.

### Conflicthantering
In zijn proefschrift Conflicthantering en organisatie-ontwikkeling geeft Mastenbroek een uitwerking van Gareth Morgans uiteenzetting in "Images of Organization". Hierin heeft Morgan uitgewerkt, dat organisaties op verschillende manieren waargenomen kunnen worden, afhankelijk van de bril waarmee naar organisaties gekeken wordt. Mastenbroek maakt hierbij een onderscheid tussen instrumentele relaties, sociaal-emotionele relaties en machtsrelaties.

### Onderhandelen
Mastenbroek heeft in verschillende publicaties over onderhandelen de ideaaltypische onderhandelaar van de twintigste eeuw geschetst. Deze moet volgens hem de volgende vier onderhandelingsstijlen beheersen:
- de ethisch-overtuigende stijl, waarbij de onderhandelaar vertrouwen tracht uit te stralen
- de analytisch-agressieve stijl, waarbij de onderhandelaar de nadruk legt op feiten en cijfers
- de joviaal-coöperatieve stijl, waarbij de onderhandelaar welwillend reageert op de tegenpartij om deze voor zich in te nemen
- de beweeglijk-agressieve stijl, waarbij de onderhandelaar met onverwachte wendingen initiatief en leiding neemt.

Bovendien kan een onderhandelaar, afhankelijk van de situatie, overgaan tot een of meer van de volgende daden: het doen van concessies, machtsmisbruik (o.a bewust informatie achterhouden), proberen een band op te bouwen met de tweede partij en het onderzoeken van de mogelijkheden om tot overeenstemming te komen.

### Veranderingsmanagement
Op het gebied van het herontwerp van organisaties waren volgens Bram Steijn (2001) in de laatste decennia van de 20ste eeuw drie prominente concepten voorgesteld, Lean productie, Business process reengineering en Sociotechniek. Andere concepten als Total Quality Management (TQM) en Lerende organisatie waren slechts korte tijd heel populair. Mastenbroek (1997) noemt dit "business fads", en wijt ze aan de managementgoeroes, die volgens hem vrij spel hebben. Managers verwachten vaak wonderen van die nieuwe methoden, maar lopen hierbij vast bij de implementatie van de nieuwe veelal weerbarstige methoden.
Mastenbroek pleit om voorgaande redenen voor een doelmatig veranderingsmanagement, waarbij het zwaartepunt ligt op het zo effectief mogelijk implementeren van de veranderingen. Organisaties hebben hierbij behoefte aan zowel centralisatie als decentralisatie. Er dient centraal vastgesteld en uitgedragen te worden welke richting de verandering in grote lijnen op dient te gaan en wat hierbij van de werknemers en organisatie verwacht wordt. Dit kan het personeel helpen om decentraal zelfstandig veranderingen door te zetten. Op dit vlak van het decentraliseren van ondernemerschap heeft Mastenbroek zich verder beziggehouden met het vinden van een optimum tussen centralisatie en autonomisering ten behoeve van de leefbaarheid en effectiviteit van organisaties.

### Nationaal Onderzoek Verandermanagement
Het Nationaal Onderzoek Verandermanagement was een initiatief van Steve Sichtman van Intermaat, Léon de Caluwé van de Vrije Universiteit en van Mastenbroek namens Managementsite.nl, met als doel het veranderpotentieel van organisaties te meten. Het is voor het eerst gehouden zomer 2004, en dit is later door anderen vervolgd in 2005 en 2006. Dit onderzoek heeft gekeken naar enerzijds de persoonlijke interventievoorkeuren van managers, en anderzijds naar de stimulerende en blokkerende factoren in organisaties in een veranderingsproces.
Het onderzoek geeft een goede indruk van de factoren waardoor veranderingen vastlopen. In de opvolgende jaren zijn dezelfde meest belemmerende factoren naar voren gekomen:
- De medewerkers in deze organisatie vinden de top onduidelijk over wat anders of beter moet.[13]
- De leidinggevenden hier zijn niet goed in staat visie en beleid naar hun mensen over te brengen.[13]
- Het management zorgt er te weinig voor dat de onderdelen van deze organisatie leren van elkaars problemen en ervaringen.[13]

Een van de oplossingen om stagnatie van gewenste veranderingen is tweezijdige communicatie. "Vertellen en uitleggen betekent helemaal niet dat mensen het snappen en in beweging komen. Daar is interactie voor nodig.", stelt Mastenbroek (2007): "Dat gebeurt dus te weinig. Betreffende leidinggevenden blijken onvoldoende geïnformeerd door hun eigen bazen".

## Publicaties
Willem Mastenbroek publiceerde een tiental boeken en vele artikelen. Een selectie:
- 1981. Conflicthantering en organisatie-ontwikkeling. Proefschrift Leiden. Alphen aan den Rijn : Samsom. ISBN 90-14-03170-X
- 1984. Onderhandelen. Aula pocket nr. 737. Utrecht : Het Spectrum. ISBN 90-274-5509-0
- 1990. Kwaliteitsverbetering in de dienstverlening. Met G.C. Ezerman (red.). Deventer : Kluwer Bedrijfswetenschappen. ISBN 90-267-1381-9
- 1996. P&O en vernieuwing van de organisatie : kwaliteit, nu of nooit. Met Loek Wijchers. Heemstede : Holland Business Publications. ISBN 90-74885-09-8
- 2008. Grenzen aan beter organiseren: Beter managen en organiseren als civilisatieprocessen. Afscheidsrede Vrije Universiteit Amsterdam.